# Жашковский район
Жа́шковский райо́н (укр. Жашківський район) — упразднённая в 2020 году административная единица на северо-западе Черкасской области Украины. Административный центром был город Жашков.

## География
Площадь — 964 км². По территории района протекает река Горный Тикич.

## История
В XIX веке Жашковская волость входила в состав Таращанского уезда Киевской губернии. В конце 1922 года Жашковская волость вошла в состав Уманского уезда.
В апреле 1923 года новообразованный Жашковский район вошёл в состав Уманского округа Киевской губернии (с 1925 года губернии на Украине были упразднены и округ перешёл в прямое подчинение Украинской ССР). Уманский округ был упразднён в июле 1930 года, Жашковский район был передан в прямое подчинение Украинской ССР. 27 февраля 1932 года Жашковский район вошёл в состав новообразованной Киевской области. 7 января 1954 года указом Президиума ВС СССР Жашковский район Киевской области вошёл в состав новообразованной Черкасской области. 12 ноября 1959 года к Жашковскому району была присоединена часть территории упразднённого Букского района.
Электростанция в селе Вороное на Горном Тикиче была построена ещё в царские времена. В середине XX века это были уже развалины добротного кирпичного здания, построенного на плотине, перегораживающей речку и образующей довольно большой пруд.
17 июля 2020 года в результате административно-территориальной реформы район вошёл в состав Уманского района.

## Демография
Население района составляет 35 801 человек (данные 2019 года), в том числе в городских условиях проживают 13 615 человек, в сельских — 22 186 человек.

## Населённые пункты
- 35 сёл: Александровка • Баштечки • Беспечная • Бузовка • Вороное • Житники • Зелёный Рог • Конела • Конельская Поповка • Конельские Хутора • Королевка • Кривчунка • Лемещиха • Литвиновка • Марийка • Медоватая • Нагорная • Новая Гребля • Одай • Ольшанка • Острожаны • Охматов • Павловка • Побойная • Пугачовка • Сабадаш • Скибин • Соколовка/Юстинград • Сорокотяга • Тетеревка • Тихий Хутор • Тыновка • Хижня • Червоный Кут • Шуляки
- 1 город районного значения: Жашков
- 2 посёлка: Адамовка • Константиновка

## Экономика
Типичный аграрный район. Экономика главным образом представлена сельскохозяйственным производством растениеводческого направления.

## Транспорт
По территории района проходит  автотрасса «Киев—Одесса».

## Культура
Так как территориально район расположен в самом центре Украины, культура региона представлена традициями и обычаями присущими доминирующей нации — украинцам. В постсоветское время наметилось возрождение духовной жизни региона. Подавляющее большинство населения — православные христиане, которые чтят веру предков, следуют её традициям, отмечают религиозные праздники.

## Достопримечательности
В селе Пугачевка есть маленький трактор на железнодорожных колёсах, один из первых тракторов, произведенных на Украине.

## Известные люди
- Парубок, Емельян Никонович — дважды Герой Социалистического Труда.
- Шилюк, Пётр Степанович — Герой Украины.